# 斯里兰卡摩尔人
斯里兰卡摩尔人是斯里兰卡第三大族群，在該國的人口約有200萬。他们是穆斯林，祖先是八至十五世纪由馬拉巴尔来到錫蘭的阿拉伯人，以混有阿拉伯語的泰米尔语为主要语言，也说僧伽罗语。
他们主要从事海岸贸易与农业，从前本来分布于岛内各地，葡萄牙人来到后逃到内陆与东部。现在中东、欧洲、北美、澳洲也有分布。
斯里兰卡摩尔人根据东岸和西岸的居住地可分為東西兩支，東支主要是農民、漁民和商人，一部分人的母系家譜可追溯至喀拉拉邦的穆斯林，內部由沙里亞法管理。而西支根据父系家譜可追溯到阿拉伯祖先。